# Judith et Holopherne (Baglione)
Pour les articles homonymes, voir Judith et Holopherne.
Judith et Holopherne – en italien Giuditta e Oloferne – est un tableau réalisé en 1608 par le peintre italien Giovanni Baglione. De format vertical, cette huile sur toile est une peinture chrétienne qui illustre un épisode du Livre de Judith, dans l'Ancien Testament. Elle figure Judith encore les seins nus à l'instant où elle place dans un sac de sa servante la tête d'Holopherne, qu'elle vient de séduire et décapiter. L'œuvre est conservée à la Galerie Borghèse de Rome. Un dessin préparatoire se trouve au musée du Louvre, à Paris, en France.

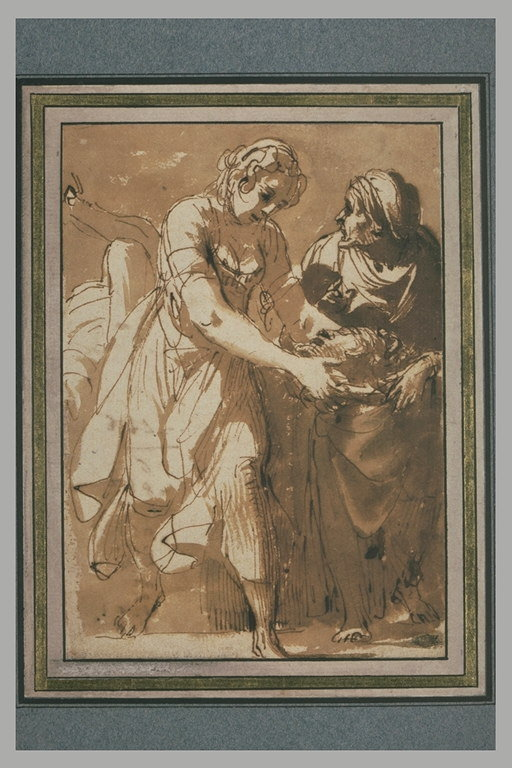
Judith mettant la tête d'Holopherne dans le sac tenu par sa servante – Musée du Louvre, Paris.